# Bruno Campos
Bruno Campos (Rio de Janeiro, 3 dicembre 1973) è un attore, doppiatore e avvocato brasiliano.
Vive dividendosi tra il suo Paese di origine e gli Stati Uniti, dove ha conseguito due lauree.

## Biografia
Figlio di Paulo, banchiere, e Tania, attrice, all'età di 14 anni ha iniziato a frequentare la Michigan's Interlochen Arts Academy, laureandosi poi in diritto all'Università del Michigan dove ha anche seguito corsi di storia del teatro e recitazione. Dopo la laurea è tornato in Brasile dove ha partecipato alla pellicola O Quatrilho - Il quadriglio, che nel 1995 ha ottenuto la candidatura all'Oscar come miglior film straniero. Nel 1998 è stato inserito dalla rivista People nella classifica degli uomini più sexy del pianeta. Nel 1999 ha ricevuto un ALMA Award (sorta di Oscar sudamericano).
Campos è anche conosciuto per aver preso parte a svariati serial televisivi come Will & Grace (5X18), E.R. e soprattutto Nip/Tuck, dove impersonava il chirurgo plastico Quentin Costa. Inoltre è apparso nel telefilm Royal Pains. 
È stato scelto per doppiare in inglese il personaggio di Naveen nel film Disney La principessa e il ranocchio. Ha prestato la sua voce allo stesso personaggio nel videogioco Kinect: Disneyland Adventures.
Nel 2010 ha annunciato il ritiro dal mondo dello spettacolo, per intraprendere la carriera di avvocato. Ha per anni fatto parte del noto studio legale internazionale Morgan, Lewis & Bockius e attualmente esercita la professione presso Covington & Burling LLP  . Nel 2012 ha conseguito una seconda laurea in Discipline dello Spettacolo (specializzandosi in arti sceniche) presso la Northwestern University.

## Vita privata
Dal 1997 al 1999 è stato sentimentalmente legato all'attrice statunitense Paula Marshall. Nel 2000 ha sposato una psicologa, Karina Grinblat. La coppia, che vive a New York, ha due figli: un maschio e una femmina. 

## Filmografia parziale

### Cinema
- O Quatrilho - Il quadriglio (O Quatrilho), regia di Fábio Barreto (1995)
- Mimic 2, regia di Jean de Segonzac (2001)

### Televisione
- Jesse – serie TV, 42 episodi (1998-2000)
- Leap Years – serie TV, 20 episodi (2001-2002)
- E.R. - Medici in prima linea - serie TV, 5 episodi (2003)
- Boston Legal – serie TV, episodio 1x07 (2004)
- Nip/Tuck – serie TV, 16 episodi (2004-2005)
- Cold Case - Delitti irrisolti (Cold Case) – serie TV, episodio 4x09 (2006)
- CSI - Scena del crimine - serie TV, episodio 9x02 (2008)
- Numb3rs - serie TV, episodio 5x14 (2009)
- Castle - serie TV, episodio 1x04 (2009)
- Royal Pains – serie TV, 4 episodi (2009)
- Ghost Whisperer - Presenze - serie TV, episodio 5x13 (2010)
- Private Practice - serie TV, episodio 3x15 (2010)
- The Closer - serie TV, episodio 6x05 (2010)

## Doppiaggio

### Cinema
- Naveen in La principessa e il ranocchio, regia di Ron Clements e John Musker (2009)

### Videogiochi
- Naveen in Kinect: Disneyland Adventures (2011)

## Doppiatori italiani
Nelle versioni in italiano delle opere in cui ha recitato, Bruno Campos è stato doppiato da:
- Christian Iansante in Cold Case - Delitti irrisolti, Ghost Whisperer - Presenze
- Francesco Pezzulli in Castle, Royal Pains
- Stefano Benassi in Mimic 2
- Gianni Bersanetti in Leap Years
- Riccardo Niseem Onorato in E.R. - Medici in prima linea
- Loris Loddi in Boston Legal
- Luca Sandri in Nip/Tuck (ep. 2x15)
- Alessandro Rigotti in Nip/Tuck (st.3)
- Alessio Cigliano in The Closer
- Giorgio Borghetti in Private Practice